# Lemmon
Lemmon és una població dels Estats Units a l'estat de Dakota del Sud. Segons el cens del 2000 tenia 1.398 habitants.

## Demografia
Segons el cens del 2000, Lemmon tenia 1.398 habitants, 623 habitatges, i 356 famílies. La densitat de població era de 534,4 habitants per km².
Dels 623 habitatges en un 25,2% hi vivien nens de menys de 18 anys, en un 47,5% hi vivien parelles casades, en un 7,9% dones solteres, i en un 42,7% no eren unitats familiars. En el 40,3% dels habitatges hi vivien persones soles el 22,2% de les quals corresponia a persones de 65 anys o més que vivien soles. El nombre mitjà de persones vivint en cada habitatge era de 2,15 i el nombre mitjà de persones que vivien en cada família era de 2,91.
Per edats la població es repartia de la següent manera: un 22,9% tenia menys de 18 anys, un 6,3% entre 18 i 24, un 24,7% entre 25 i 44, un 18,7% de 45 a 60 i un 27,5% 65 anys o més.
L'edat mediana era de 42 anys. Per cada 100 dones de 18 o més anys hi havia 81,2 homes.
La renda mediana per habitatge era de 28.109 $ i la renda mediana per família de 37.813 $. Els homes tenien una renda mediana de 27.426 $ mentre que les dones 17.813 $. La renda per capita de la població era de 17.272 $. Entorn del 8% de les famílies i el 12% de la població estaven per davall del llindar de pobresa.

## Poblacions més properes
El següent diagrama mostra les poblacions més properes.